# Papiro Oxirrinco 112
El Papiro Oxirrinco 112 también llamado P. Oxy. 112 o P. Oxy. I 112 es un manuscrito sobre una invitación a un festival, escrito en griego y descubierto en Oxirrinco, Egipto. El manuscrito fue escrito en papiro, en forma de una hoja. Se escribió a finales del siglo tercero o cuarto. En la actualidad se encuentra en la biblioteca Vaughan, en la Harrow School, en Harrow on the Hill, Londres, Inglaterra.

## Documento
El documento es una invitación de Petosiris a Serenia, para visitarla con el fin de asistir a un festival. Las mediciones del fragmento son 75 por 85 mm. Fue descubierto por Bernard Pyne Grenfell y Arthur Surridge Hunt en 1897, en Oxirrinco, Egipto. El texto fue publicado por Grenfell y Hunt en 1898.